# María Paz Grandjean
María Paz Grandjean Cárdenas (Santiago de Chile, 10 de diciembre de 1974) es una actriz chilena de teatro y televisión.

## Trayectoria profesional
Su acercamiento con las telenovelas chilenas empezó en 2002 al personificar a Sharon en Purasangre de Televisión Nacional de Chile. En el canal estatal participó en posteriores producciones y en el 2005 estuvo en el sitcom Los Galindo.
Otros de sus trabajos son las series Justicia para todos, La vida es una lotería y El cuento del tío. Además ha tenido participación algunas obras de Teatro en Chilevisión.
En el 2007, emigra a Canal 13 donde participó en la exitosa teleserie del primer semestre, Papi Ricky. Participó en la obra "El Rucio de los cuchillos" como la Guille, una prostituta. [cita requerida]
También participa en la nueva producción cinematográfica de Roberto Artiagoitia, más conocido el "Rumpy" en la Radio Corazón, estrenada en octubre del 2007. 
Integra, junto a Manuela Oyarzún y Marcela Salinas el exitoso musical Lágrimas, Celos y Dudas, que indaga en la balada romántica femenina de los años setenta y ochenta.
En marzo de 2025, Grandjean obtuvo el papel de Martirio en la audioserie La casa de Bernarda Alba, de Federico García Lorca, coproducción entre ChileActores, GestionArte y Centro GAM, adaptada y dirigida por Claudia Di Girolamo Quesney.

## Víctima de violencia policial
El 18 de octubre de 2019 a las 20:00 horas, cuando comenzaban las protestas del llamado estallido social, Grandjean fue impactada por un proyectil de Carabineros en su rostro cuando salía del Centro GAM, donde participaba del montaje teatral La Pérgola de las Flores. Primero se informó que se trataba de un balín pero luego se confirmó que era una bomba super sock que le quemó y deformó la mitad derecha del rostro.
En abril de 2024 el oficial Tomás Rodríguez fue condenado a tres años de presidio menor por "apremios ilegítimos en grado de consumados" contra la actriz.

## Telenovelas
| Teleseries | Teleseries            | Teleseries                    | Teleseries  |
| Año        | Telenovelas           | Rol                           | Canal       |
| ---------- | --------------------- | ----------------------------- | ----------- |
| 2002-2003  | Purasangre            | Sharon Cabezas                | TVN         |
| 2003       | Puertas adentro       | Alejandra "Janita" Albornoz   | TVN         |
| 2004       | Los Pincheira         | Hortensia Reyes               | TVN         |
| 2005       | Versus                | Amanda Alarcón                | TVN         |
| 2007       | Papi Ricky            | Dolores "Lola" Meléndez       | Canal 13    |
| 2008-2009  | Ana y los 7           | Chirly Moya                   | Chilevisión |
| 2009-2010  | Los Ángeles de Estela | Yessenia Pizarro              | TVN         |
| 2011-2012  | Aquí mando yo         | Salomé Benavides              | TVN         |
| 2012-2013  | Pobre Rico            | Ibeth Juárez "Furia Mexicana" | TVN         |
| 2014-2015  | No abras la puerta    | Rosa Avendaño                 | TVN         |
| 2015       | La poseída            | Noelia Bahamondez             | TVN         |

## Series y Unitarios
- Los Galindo (TVN, 2005) - Carmencita
- Los Simuladores (Canal 13, 2005)
- Casado con hijos Mega, 2006-2008) - Yanitza Gomez
- Cárcel de Mujeres, (TVN, 2008) - Gendarme Rebeca
- Teatro en Chilevisión (2009) Participación especial
- Los Archivos del Cardenal, (TVN, 2011) - Olga Marambio
- Lo que callamos las mujeres (Chilevisión, 2013) - Brenda
- Prófugos (HBO, 2013) - Enfermera
- Zamudio (TVN, 2015) - Hortensia Zamorano
- Sitiados  (TVN/FOX, 2015) - Española
- Bala Loca (Chilevisión, 2016)
- Berko (Fox, 2019) - Mucama

## Programas
- Por fin es lunes (2002) como comediante

## Cine
- Radio Corazón (2007) - Scarlett (enfermera)

## Teatro
- Trata de Blancas (2003)
- Sex, según Mae West (2005)
- El Rucio de los cuchillos (2007)
- Chueca (2007)
- Lágrimas, celos y dudas (2008)
- La mala clase (2009); del dramaturgo Luis Barrales
- Partir y renunciar (2010)
- Agosto (2012)
- El Malo de la Película (2012)
- La voz sola (2014)
- Lágrimas, Celos y Dudas en Concierto Mundial (2014)
- La voz de los anfibios (2014)
- Leftraru (2015)
- Las tres Hermanastras con Lágrimas, Celos y Dudas (2015)
- La Respuesta (2015)
- Cómo cuidar de un pato (2019)

## Videos musicales
| Año  | Título | Artista         | Director    |
| ---- | ------ | --------------- | ----------- |
| 2008 | Angel  | Fiskales Ad-Hok | Mauro Muñoz |